# Kay Severin
Kay Severin (* 1967 in Deutschland) ist ein deutscher Chemiker (Organische Chemie und organische Synthese, Katalyse).
Severin promovierte 1995 bei Wolfgang Beck an der Ludwig-Maximilians-Universität München. Als Post-Doktorand war er bei M. Reza Ghadiri am Scripps Research Institute und hatte ab 1997 eine Forschungsgruppe an der Universität München, an der er sich habilitierte. 2001 wurde er Assistenzprofessor und 2009 Professor an der École polytechnique fédérale de Lausanne. Dort ist er im Labor für Supramolekulare Chemie.
2001 erhielt er den ADUC-Preis, den Arnold Sommerfeld Preis der Bayerischen Akademie der Wissenschaften und den Heinz-Maier-Leibnitz-Preis. 2003 erhielt er den Werner-Preis der Schweizerischen Chemischen Gesellschaft und 2005 die Otto Roelen Medaille der DECHEMA. 2008 war er Dalton Transactions European Lecturer. 2007 erhielt er den Chemie-Preis der Akademie der Wissenschaften zu Göttingen für bedeutende Arbeiten auf dem Gebiet der Organometallsynthese und -katalyse (Laudatio).
1996 demonstrierte er mit Ghadiri erstmals ein selbstvermehrendes Peptid. Es handelte sich um eine Alpha-Helix aus 32 Aminosäuren, die auf einer Domäne des Transkriptionsfaktors GCN4 der Hefe basierte.

## Schriften (Auswahl)
- mit D. H. Lee, A. J. Kennan, M. R. Ghadiri: A synthetic peptide ligase, Nature, Band 389, 1997, S. 706
- mit D. H. Lee, Y. Yokobayashi, M. R. Ghadiri: Emergence of symbiosis in peptide self-replication through a hypercyclic network, Nature, Band 390, 1997, S. 591
- mit R. Bergs, W. Beck: Bioorganometallic Chemistry – Transition Metal Complexes with α-Amino Acids and Peptides, Angewandte Chemie Int. Ed., Band 37, 1998, S. 1634–1654
- Self-assembled organometallic receptors for small ions, Coordination Chemistry Reviews, Band 245, 2003, S. 3–10
- mit M. G. Mendoza-Ferri u. a.: Transferring the concept of multinuclearity to ruthenium complexes for improvement of anticancer activity, Journal of Medicinal Chemistry, Band 52, 2009, S. 916–925
- mit S. Mirtschin u. a.: A coordination cage with an adaptable cavity size, J. Am. Chem. Soc., Band 132, 2010, S. 14004–14005
- mit H. Piotrowski, K.Polborn, G. Hilt: A Self-Assembled Metallomacrocyclic Ionophore with High Affinity and Selectivity for Li+ and Na+, J. Am. Chem. Soc, Band 123, 2001, S. 2699–2700
- The advantage of being virtual – Target-induced adaptation and selection in dynamic combinatorial libraries, Chemistry - A European Journal, Band 10, 2004, S. 2565–2580
- mit A. Buryak: A chemosensor array for the colorimetric identification of 20 natural amino acids, Journal of the American Chemical Society, Band 127, 2005, S.  3700–3701
- mit N. Christinat, R. Scopelliti: Multicomponent assembly of boronic acid based macrocycles and cages, Angewandte Chemie Int. Ed., Band 47, 2008, S. 1848–1852